# Jon Ronson
Jon Ronson, född 10 maj 1967 i Cardiff, Wales, är en brittisk journalist, dokumentärfilmare, författare och radiopresentatör, bland annat känd för bästsäljaren The Men Who Stare at Goats (2004). Han har vid vissa tillfällen beskrivits som en gonzojournalist.
Han har producerat flera uppmärksamma poddserier med pornografi och den moderna kulturen som tema. Detta inkluderar The Butterfly Effect (efter 'Fjärilseffekten'; 2017) och The Last Days of August (2019). 

## Verk

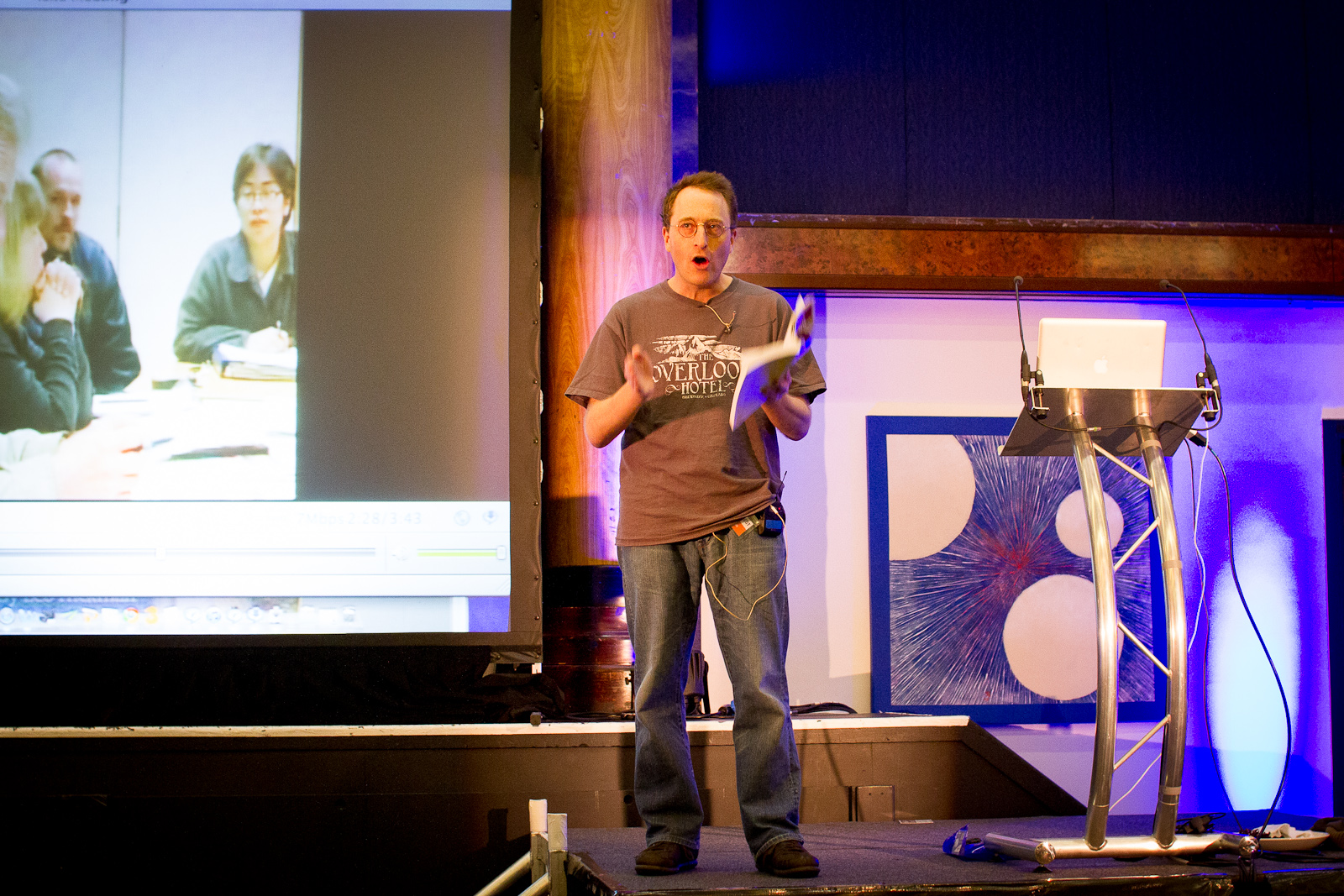
Jon Ronson vid QED 2011.

### Filmografi
- The Ronson Mission (1994) BBC 2
- New York to California: A Great British Odyssey (1996) Channel 4
- Hotel Auschwitz (1996) BBC Radio 4
- Tottenham Ayatollah (1997) Channel 4
- Critical Condition (1997) Channel 4
- Dr Paisley, I Presume (1998) Channel 4
- New Klan (1999) Channel 4
- Secret Rulers of the World (2001) Channel 4
- The Double Life of Jonathan King (2002) Channel 4
- Kidneys for Jesus (2003) Channel 4
- I Am, Unfortunately, Randy Newman (2004) Channel 4
- Crazy Rulers of the World (2004) Channel 4
  - Del 1: "The Men Who Stare at Goats"
  - Del 2: "Funny Torture"
  - Del 3: "The Psychic Footsoldiers"
- Death in Santaland (2007) More 4
- Reverend Death (2008) Channel 4, om George Exoo.[7][8]
- Stanley Kubrick's Boxes[9] (2008)
- Revelations (2009)
- Escape and Control (2011)[10]
- Frank (2014)
- Okja (2017)[11]
- Comrade Detective (2017) som sig själv